# Tamaria halperni
Tamaria halperni är en sjöstjärneart som beskrevs av Paul O. Downey 1971. Tamaria halperni ingår i släktet Tamaria och familjen Ophidiasteridae. Inga underarter finns listade i Catalogue of Life.